# Full Collapse
Full Collapse is het tweede album van Thursday, het eerste voor het nieuwe label van de band Victory Records, en werd uitgebracht in oktober 2001.

## Track listing
1. A0001 - 0:36
2. Understanding in a Car Crash - 4:24
3. Concealer - 2:19
4. Autobiography of a Nation - 3:55
5. A Hole in the World - 3:27
6. Cross Out the Eyes - 4:08
7. Paris in Flames - 4:33
8. I Am the Killer - 3:35
9. Standing on the Edge of Summer - 3:42
10. Wind-Up - 4:23
11. How Long is the Night? - 5:45
12. i1100 - 1:40